# Ataksija
Ataksija je nevrološki znak, ki nastane zaradi motene usklajenosti gibov. Vzrok za omenjeno motnjo gibanja je lahko okvara v senzoričnem živčevju, ki sodeluje pri gibanju, ali pa gre za okvaro malih možganov. Glede na vzrok nastanka ločimo več različnih vrst ataksije.

## Ataksija zaradi okvare malih možganov
Mali možgani skrbijo za skladno gibanje, hkrati uravnavajo tudi mišični tonus (napon) in skrbijo za vzdrževanje telesnega položaja, ravnotežja, drže pri hoji in stoji ter sodelujejo pri izvajanju natančnih gibov. Vse to jim omogoča stalen priliv informacij iz kože, kit, oči ter labirintov v notranjem ušesu. Iz skorje velikih možganov hkrati dobijo tudi informacije o cilju giba. Njihova naloga je, da informacijo o trenutnem položaju delov telesa med seboj in v prostoru ter namen giba ustrezno povežejo tako, da se bo gib končal ob pravem času na pravem mestu. Svojo dejavnost morajo usklajevati in prilagajati ves čas giba do končnega cilja. To dosežejo s časovno in krajevno natančno odmerjeno facilitacijo hrbtenjačnih morotičnih nevronov.
Ljudje s cerebelarno ataksijo bodo imeli težave z regulacijo sile, obsega, smeri, hitrosti in ritma mišičnih kontrakcij. Pri klinični preiskavi bomo, poleg motene usklajenosti gibov, ugotovili zmanjšan mišični tonus, lahno ohromelost in utrudljivost. Simptomi in znaki so odvisni od tega kateri del malih možganov je okvarjen in v kakšnem obsegu (je lezija uni ali bilateralna).
Znaki bolezni se v začetku izražajo kot slabo ravnotežje (npr. nezmožnost stoje na eni nogi). Z napredovanjem bolezni se pojavi ataktična hoja. Zanjo je značilna široka osnova in visoko dviganje nog. Bolniki se pogosto ob hoji zibajo na stran in imajo težave z obračanjem. Nenavadni hoji se pridružijo tudi druge motnje. Pogosto opazimo dizartrijo (nerazločna govorica), lahko tudi tresoč glas. Govor postane skandiran, počasen in neritmičen. Okvarjeno je koordinirano gibanje udov, kar najbolj očitno opazimo pri testu prst-nos ali pa peta-koleno (ataktičnemu bolniku bo peta omahovala in večkrat zdrsnila iz roba golenice). Prisotne bodo še mnoge druge motnje gibanja, ki so opisane pri posameznih okvarah. Vse okvare malih možganov ne vodijo v nastanek ataksije, mnoge pa. 

### Okvara vestibulocerebeluma (arhicerebelum)
Okvarjen je flokulonodularni lobus malih možganov, ki prejema informacije iz vestibularnih jeder v možganskem deblu. Takšna okvara bo povzročila motnje telesnega ravnotežja in položajni nistagmus oz. nezmožnost fiksacije pogleda na stacionarni predmet med premikanjem glave in sakadne premike oči pri sledenju premikajočemu pogledu ob fiksiranem položaju glave. Nistagmus postaja vse bolj očiten, ko bolnik pogled usmerja v stran cerebelarne okvare. Motnja ravnotežja bo izrazitejša pri stoji s stopali tesno skupaj ne glede na to ali ima pacient oči odprte ali zaprte. Pri Rombergovem testu bo bolnik nihal naprej in nazaj oz. bo nestabilen. Gibanje udov bo ob tem lahko povsem normalno.

### Okvara cerebrocerebeluma (neocerebelum)
Okvarjena je ena ali pa obe polobli malih možganov. Takšna okvara povzroči hipotonijo, motnjo drže, hudo ataksijo in oslabelost istostranske polovice telesa. Podobne znake povzročijo tudi okvare cerebelarnih pedunklov. Klinični znaki okvare se vedno pokažejo na isti strani, kjer leži okvara v malih možganih – ipsilateralna manifestacija. Izstopala bo t. i. apendikularna ataksija - moteno izvajanje hotenih gibov z udi. Motnja bo bolj izstopala na zgornjih udih, kot na spodnjih ter bo bolj očitna pri izvajanju kompleksnejših gibov, kot pri enostavnih. V primeru, da je okvara nastajala počasi so lahko znaki izraženi zelo blago, saj obstajajo številni mehanizmi, s katerimi nadomestimo delovanje malih možganov. Hitrost izvajanja gibov ni prizadeta, zelo pa so moteni gibi, pri katerih mora bonik spreminjati hitrost. To lepo prikaže test pri katerem pacient s svojim prstom povezuje svoj nos z zdravnikovim prstom. Bolnikov prst bo gib končal bodisi pred ciljem bodisi za njim. Gre za dismetrijo - to je posledica nesposobnosti senzorično-motoričnega aparata, da bi pravilno odmeril obseg giba. Ko skuša gib popraviti, se pojavi serija gibov, ko prst niha okrog cilja - napaki sledi hiperkorekcija, tej pa hiperkorekcija v nasprotno smer. Takšno gibanje imenujemo intencijski tremor (gre za akcijski tremor). Poskus hitrega menjavanja recipročnih (nasprotnih) gibov (npr. menjavanje pronacije in supinacije roke) prekinjajo neritmični, različno hitri gibi, ki so počasni in okorni. Pri adiadohokinezi je koordinacija hudo motena, pri disdiadohokiezi pa so alternantni gibi počasni in okornejši. Opazimo tudi upočasnjeno in zabrisano govorico. Pogosto je sunkovita (skandirana) ali prekinjajoča (eksplozivna). Glava lahko niha s frekvenco 3-4Hz  naprej in nazaj- titubacija. Pri pregledu oči bomo opazili ustavitveni nistagmus, ki nastane zaradi dismetrije očesnih gibov. Pisava bo velika, groba, neenakomerna. Dissinergijo nam razkrije tudi preizkus fenomena odbijanja: bolnik ne bo uspel pravočasno aktivirati antagonističnih mišič in takoj prenehati s trenutnim gibom. Prisotna je hipotonija mišic in zmanjšana izzivnost kitnih refleksov. 

### Okvara spinocerebeluma
V tem primeru se okvara nahaja v vermisu in paravermalni coni malih možganov. Ta predel je odgovoren za uravnavanje mišičnega tonusa in usklajeno delovanje agonističnih in antagonističnih mišičnih skupin. Vpliva na aktivnost antigravitacijskih mišic in kontrolira mišično moč ob gibanju. 
Okvara v sprednjem lobusu ali v zgornjem delu vermisa in v sredinskem delu malih možganov bo povzročila ataksijo hoje in stoje. Ataksija hoje bo v tem primeru hujša od ataksije stoje. Hoja bo širokotirna, stoja bo nestabilna z nagibanjem v smer okvare. Bolnik bo imel tendenco k padanju na stran okvarjenega dela malih možganov. Pri Rombergovem testu bomo opazili nihanje telesa naprej in nazaj s frekvenco 2-3Hz. Če je lezija omejena le na zgornji del vermisa, je možno, da pri testu prst-nos in peta-koleno ne bomo zaznali nepravilnosti. V primeru okvare spodnjega dela vermisa bo hujša ataksija stoje. 

## Vzroki za nastanek cerebelarne ataksije
Najpogostejši primeri napredujočih cerebelarnih ataksij so degenerativna stanja in mnoga od teh so dedna. Večina ataksij, ki se pojavljajo pred 25 letom se deduje avtosomno recesivno, tiste s kasnejšim nastopom pa predvsem avtosomno dominantno. 

#### Kongenitalna ataksija
Kongenitalno ataksijo povzročijo razvojne malformacije malih možganov. Patologija več primerov je pokazala pontoneocerebelarno hipoplazijo oziroma hipoplazijo granularnih celic malih možganov. V zgodnjem obdobju po rojstvu se deformacija ne kaže očitno, sčasoma pa postanejo vedno bolj vidni znaki kot so cerebelarni tremor ter ataksija trupa in udov. Pri nekaterih bolnikih je ataksija zelo blaga, zraven pa se lahko pojavijo tudi težave pri učenju. Potek bolezni ni predvidljiv, saj se stanje lahko z leti slabša ali pa celo izboljša. Pri drugih bo ataksija izražena v hudi obliki s hudo spastičnostjo in mentalno zaostalostjo. Pri teh pacientih moramo biti pozorni tudi na motnje pri drugih družinskih članih, saj v 50% gre za avtosomno recesivno dedovanje bolezni. V nekaterih družinah je dedovanje vezano na X kromosom ali pa avtosomno dominantno. 
Avtosomno recesivne kongenitalne ataksije: 
- sindrom Gillespie (ataksija, mentalna zaostalost, aniridija)
- sindrom Marinesco Sjörgen (mentalna zaostalost, katarakta)
- sindrom Joubert (retinopatija in nenormalnosti respiratornega trakta)
- disekvilibrijski sindrom (huda ataksija, zaostanek v motoriki, avtizem, mentalna zaostalost)
- bolečinski sindrom (ataksija, napadi, mioklonus, optična atrofija, zaostanek v razvoju)
- COACH sindrom (hipoplazija malih možganov, ataksija, oligofrenija, jetrna fibroza)

#### Ataksije z zgodnjim nastopom
Imenovana tudi Friedrichova ataksija je najpogostejša oblika ataksije z zgodnjim nastopom bolezni. Nastane zaradi ekspanzije tripleta GAA na kromosomu 9 (namesto 7-22 ponovitev se jih pojavi 700-800). Zaradi tega pride do napačne tvorbe beljakovine frataxin, ki je regulator ionov v mitohondrijih. Bolezen se deduje avtosomno recesivno. Simptomi se začno pojavljati že pred 20 letom starosti. Najbolj izstopa progresivno napredujoča ataksija. Bolnik bo imel težave tudi zaradi cerebelarne dizartrije, šibkosti mišic, okvarjenega občutka za vibracije in položaj sklepov. Zaznali bomo plantarni odziv v eksteziji, odsotne kitne reflekse na spodnjih okončinah ter pozitiven Rombergov test. V 75% primerih se pridruži blaga kardiomiopatija. Pri teh bolnikih se pogosteje pojavljajo skolioza, pes cavus, atrofija distalnih mišic, diabetes, gluhost, nistagmus in optična atrofija. Bolezen v naslednjih 20 letih napreduje do te mere, da bolnik ni več sposoben hoditi. Do smrti najpogosteje pride zaradi odpovedi dihal in srca.
Patološka slika: Hrbtenjača je skrčena, predvsem v prsnem predelu. Degeneracijo, demielinizacijo in gliozo opazimo v zadajšnjih kolumnah hrbtenjače, kortikospinalnem traktu, dorzalnem spinocerebelarnem traktu, ventralnem spinocerebelarnem traktu. V napredovalih primerih so skrčene tudi zadajšnje korenine in periferni živci. Spremembe v malih možganih so manj izrazite (izguba Purkynjevih celic, atrofija dentatnega jedra). Na priferiji pride do izgube velikih mieliniziranih aksonov in do segmentne demielinizacije. 
Druge dedne ataksije z zgodnjim nastopom: 
- Zgodnja ataksija z ohranjenimi tetivnimi refleksi (po tem jo ločimo od Friedrichove ataksije) in plantarnim odzivom v ekstenziji. Ta oblika napreduje počasneje  in ne pride do pojava kardiomiopatij, diabetesa in skeletnih abnormalnosti.
- Ataksije vezane na X kromosom: Prisotna bo spastičnost spodnjih okončin in hiperrefleksija. V nasprotju z zgodnjo ataksijo z ohranjenimi refleksi bomo pri tej zaznali upočasnjeno prevajanje po motoričnih živcih. Tudi tu so skletene in srčne napake odsotne.
- Metabolične ataksije: najpogosteje nastanejo zaradi hiperamoniemije, aminoacidurije ali pa kongenitalne laktacidoze. Gre za ataksije z intermitentnim pojavljanjem, kar pomeni, da se pojavijo občasno za par tednov in nato zopet izginejo. Lahko se pojavljajo spontano ali pa ob spremenjeni prehrani ali virusnih infekcijah. Pogosto so pridruženi napadi, težje izgube zavesti in mentalna zaostalost.
- Ataksije zaradi pomanjkanja vitamina E: pomanjkanje vitamina E povzroči spinocerebelarno degeneracijo. Klinično je ne moremo ločiti od Friedrichove ataksije. Lahko nastane v sklopu abetalipoproteinemije.
- Ataksije zaradi napake v popravljanju DNA (vse se dedujejo avtosomno recesivno):

o	ataksija teleangiektazija – okvarjen AT genom na kromosomu 11
o	ataksija v sklopu bolezni xeroderma pigmentosum
o	ataksija v sklopu sindroma Cockayne
- Periodične ataksije s pojavljanjem v občasnih napadih. Dedujejo se avtosomno dominantno.
- Ataksije se pojavljajo tudi pri mitohondrijskih boleznih, pomanjkanju encima heksozaminidaze A, holestanolozi, Niemann-Pickovi bolezni in levkodistrofijah.

#### Dedne ataksije s poznim nastopom
Gre za klinično, patološko in genetsko zelo heterogene bolezni. Na podlagi klinične slike jih delimo v štiri skupine. Vse se dedujejo avtosomno dominantno. Kljub temu, da jih uvrščamo v skupino ataksij s poznim nastopom, se lahko pojavijo tudi že v puberteti ali celo v otroštvu. Prisotne so značilne okvare: oftalmoplegija, optična atrofija, retinalna pigmentacija, gluhost, dizartrija, disfagija, demenca, ekstrapiramidni in piramidni nevrološki znaki ter periferna nevropatija. 

#### Sporadične degenerativne ataksije
Dve tretjini ataksij, ki se pojavijo v odrasli dobi je negenetskega izvora oz. njihovega vzroka ne poznamo. Patološko gre pri teh pacientih za olivopontocerebelarno atrofijo ali pa atrofijo skorje malih možganov. Pri teh niso pridružene retinopatija, oftalmoplegija in optična atrofija. V tem sklopu ločimo štiri različne fenotipe:
- tip Dejerine-Thomas
- multipla sistemska atrofija (tu je prisoten še parkinsonizem ali pa motnja avtonomnega živčevja)
- tip Marie-Fox-Alajouanine
- progresivna cerebelarna dissinergija

#### Sindrom Ramsay-Hunt oz. Progresivna mioklonična ataksija
Bolezen pri kateri progresivno napreduje cerebelarna ataksija, pridružen pa je še mioklonus in včasih napadi. Vzrokov za nastanek je veliko: avtosomno recesivna degeneracija spinocerebeluma z zgodnjim nastopom (bolezen Unverrich-Lundborg), bolezen Lafora telesc, nevronska lipofuscinoza, sialidoza, mitohondrijske boleznni, Whipplova bolezen, Creutzfeld-Jacobsov bolezen, dentato-rubro-palido-Luysova atrofija in druge. 

#### Druge vrste ataksij
Okvarjena funkcija malih možganov lahko nastane tudi v sklopu:
- paraneoplastične degeneracije le-teh
- uporabe nekaterih zdravil (antikonvulzanti, litij, citotoksična zdravila in imunosupresivi...)
- delovanja toksinov in fizičnih agensov (zloraba alkohola (Wernickova encefalopatija), organska topila, merkurij, talij, akrilamid...)
- infekcijskih bolezni (akutna cerebelarna ataksija pri otrocih, postinfekcijski akutni diseminirani encefalitis, malarija, legioneloza...)
- hipotiroidizma
- pomanjkanja tiamina (Wernickova encefalopatija)
- pomanjkanja vitamina B12
- celiakije
- prionskih bolezni

Poleg naštetega se moramo zavedati tudi, da so mali možgani pogosto lahko prizadeti v okviru ishemije ali krvavitve in tumorjev malih možganov kot so meduloblastom, astrocitom, hemangioblastom, akustični nevrom in benigni tumorji (npr. pilocitni astrocitom). 

## Senzorična ataksija
Gre za motnjo gibanja, ki nastane zaradi okvarjene propriocepcije - občutka za položaj sklepov in delov telesa. Do tega pride zaradi okvare prenosa proprioceptivnih informacij iz perifernih struktur po dorzalnih kolumnah hrbtenjače v somatosenzorično skorjo možganov, po stranskih svežnjih pa v male možgane. Kadar je ta sistem moten pride do resnih težav z gibanjem, ki so še bolj izražene takrat, kadar bolnik svoje motnje, občutka za lego sklepov, ne more nadomestiti z vidom. V nekaterih primerih lahko nastane tudi zaradi okvare na drugem nivoju; mali možgani, talamus ali parietalna režnja. Prizadet je izključno senzorični sistem, vendar pride le do motnje gibanja. Kadar motnja nastaja počasi in dolgo časa, se bolnik na postopno izgubo globoke senzibilitete adaptira in bo zato gibanje le blago prizadeto. Motnja se bo razkrila pri Rombergovem testu, ko mora bolnik mižati - test bo pozitiven. 
Senzorično ataksijo prepoznamo po negotovi hoji s težkimi koraki in nestabilno držo. 

## Vestibularna ataksija
Primarni vestibularni akson osmega možganskega živca je direktno povezan z vestibularnim jedrom na isti strani možganskega debla in nato z malimi možgani. Vestibularno jedro prejema informacije tudi iz skorje malih možganov, vidnega in slušnega sistema. Iz vestibularnih jeder potekajo povezave po hrbtenjači do spinalnih motoričnih nevronov za posamezne mišice, ki vzdržujejo držo in sodelujejo pri ohranjanju ravnotežja. Poleg teh povezav vestibularni sistem sestavlja tudi ravnotežni aparat iz otolitičnih organov in polkrožnih kanalov. Ena najpomembnejših funkcij opisanega sistema je sposobnost vzdrževanja fiksiranega pogleda v določeni smeri, kar nam omogoča vestibulo-okularni refleks. Vestibularna ataksija se razvije zaradi bolezni perifernega ali pa centralnega dela tega sistema. Kaže se z izgubo ravnotežja in širokotirno hojo, ob tem pa sta moč mišic in kitni refleksi ohranjeni. Bolnikovo ravnotežje je okvarjeno predvsem med premikanjem glave ali oči. Ob tem se pojavlja vrtoglavica, slabost in celo bruhanje. Lahko je pridružen zamegljen vid in nistagmus. 